# Бербіс (річка)
Бербіс - річка в східній частині Гаяни. Витік розташований в савані Рупунуні, що знаходиться на Гвіанському плоскогір'ї. Протікає на північ крізь густі ліси і  прибережну рівнину . В районі Нью-Амстердама, на мілководді, впадає в Атлантичний океан. Довжина - 595 км .
Тече в безпосередній близькості від найбільших річок країни Ессекібо і Корантейну. Найбільша притока - Каньє .
Судноплавна ділянка Бербіса становить 160 км . Більш того, по ній здійснюється лісосплав . Велика частина порогів знаходиться вгору за течією .
Отримала найменування на честь однойменної колонії, яка увійшла до складу Британської Гвіани (в даний час - Гаяни) у 1831 році .